# Sterlitamak
Sterlitamak - Стерлитамак (rus) - és una ciutat de la República de Baixkíria, a Rússia. Fou fundada el 1766 a la vora del riu Bélaia com a port per a la distribució de sal minada fins al riu.
Avui dia és un important centre producció química.